# Levon Helm
Levon Helm   (Elaine, 26 de maig de 1940 - Nova York, 19 d'abril de 2012) nom artistic de Mark Lavon Helm va ser un músic estatunidenc conegut per ser el bateria del mític i llegendari grup de rock The Band. Al mateix temps, Levon Helm va ser conegut per la seva característica veu arrelada en el gènere country i pel seu estil musical a l'hora de tocar la bateria en gravacions de The Band com "The Weight", "Up on Cripple Creek", "King Harvest", "Ophelia", "Chester Fever" "The night they drove old Dixie Down" o "Rag Mama Rag". La seva tornada al panorama musical el 2007 amb l'álbum Dirt Farmer li va valdre un Premi Grammy al Millor Àlbum Tradicional de Folk el febrer del 2008, i el novembre del mateix any va ser situat en el lloc 91 de la llista dels 100 millors cantants de tots els temps per la revista musical Rolling Stone.

## Biografia

### Primers anys
Nascut a Elaine, Arkansas, Helm va créixer a Turkey Scratch, una petita aldea a l'oest d'Helena, Arkansas. Els seus pares, Nell i Diamond Helm, grangers de cotó i amants de la música, animaren als seus fills a tocar i cantar. Arkansas conegué, en els anys quaranta i cinquanta la influència d'una varietat d'estils musicals com el blues, country i R&B, que prompte seria conegut com a rock and roll. Helm es va influenciar per tots aquells estils i va començar a tocar la guitarra als vuit anys. Però també va tocar la bateria durant els seus primers anys de formació i va establir la seva primera banda, The Jungle Bush, a l'escola. Es va veure influenciat pel programa Grand Ole Opry i les cançons R&B que escoltava a la ràdio WLAC de Nashville (Tennessee).
Una altra influència en Helm va ser Sonny Boy Williamson II, qui tocava blues i rhythm and blues en un show de radio anomenat King Biscuit Time radio en Helena i actuà regularment en Marvell amb el guitarrista de blues Robert Lockwood, Jr. En 1993, en la seva autobiografia, This Wheel's on Fire: Levon Helm and the Story of The Band, Helm descriu quan va veure actuar al bateria de Williamson II, James "Peck" Curtis, en els primers anys de la dècada dels cinquanta i més tard imitant el seu estil.
Helm també va ser testimoni d'algunes de les primeres actuacions dels artistes de country, blues i rockabilly com Elvis Presley, Conway Twitty, Bo Diddley i un home d'Arkansan anomenat Ronnie Hawkins. Als 17 anys, Helm començà a tocar en clubs i en bars de les rodalies d'Elaine.

### The Hawks
Mentre ell encara estava en l'institut, Helm fou invitat per unir-se al grup de Ronnie Hawkins: the Hawks, un popular grup del Sud, que va tindre èt al Canadà, on les actuacions rockabilly eren molt populars. La mare de Helm insistí que ell es graduaria abans de la gira amb Hawkins, però ell fou capaç de tocar amb els the Hawks els cap de setmana. Després de la seva graduació en 1958, Helm es va unir com a membre habitual en The Hawks i el grup es traslladar a Toronto, Canada, on signaren amb el segell Roulette Records en 1959 i realitzaren diversos singles, inclosos uns pocs hits.

### Levon and The Hawks (1964–1965)
Després de la ruptura amb Hawkins, el grup començà a oferir concerts sota el nom de The Levon Helm Sextet, que va incluir la futura formació de The Band junt al saxofonista Jerry Penfound i el vocalista Bob Bruno. En maig de 1964, Bruno abandonà el grup, que passà a anomenar-se Levon and The Hawks. Malgrat l'anada de Penfound un any després, el grup es mantingué activo amb actuacions en el club nocturn Tony Mart de Somers Point (Nova Jersey), on tocaven sis nits a la setmana junt a músics com Conway Twitty.
Durant els seus concerts a Toronto, els membres de Levon and The Hawks establiren amistat amb el músic John P. Hammond i participaren en la gravació del seu àlbum So Many Roads. De forma paral·lela, el grup començà a tocar en el club The Peppermint Lounge de Nova York. En març de 1965, i sota el nom de The Canadian Squires, gravaren «Uh Uh Uh» y «Leave Me Alone», dos cançons publicades com senzills per Apex Records en els Estats Units i per Ware Records en Canadà. Com Levon and The Hawks, el grup també gravà per a Atco Records les cançons «The Stones That I Throw», «Go, Go, Liza Jane» i «He Don't Love You», compostes per Robertson.

### Amb Bob Dylan (1965–1967)
En agost de 1965, Bob Dylan estava buscant una banda de recolzament per a la seua primera gira «elèctrica» pels Estats Units, després d'abandonar la música folk i començar a publicar treballs de rock com Bringing It All Back Home i Highway 61 Revisited. Després d'escoltar-los en el club Le Coq d'Or Tavern a suggeriment de Mary Martin, secretària de Albert Grossman, Dylan intentà contractar a Robbie Robertson com a guitarrista del seu nou grup. Tanmateix, Robertson tan sols accedí a participar en dos concerts, un en el Tennis Stadium de Forest Hills el 28 d'agost i altre en el Hollywood Bowl de Los Ángeles el 3 de setembre, si incorporava a Helm com a batería. Helm i Robertson tocaren com a recolzament de Dylan junt al baixista Harvey Brooks i al teclista Al Kooper en ambdós concerts, que obtingueren una reacció hostil del públic degut a la nova predominació de cançons de rock en detriment de les seues primeres cançons de tall folk.
En setembre, Dylan contractà a la resta de The Hawks com a grup de recolzament, però seguí sofrint crítiques per part d'un sector purista que acusava a Dylan de traicionar el moviment folk. La reacció del públic provocà que Helm abandonara la gira en octubre de 1965 i siguera reemplaçat per Mickey Jones. Segons Helm: «Fórem seriosament criticats durant dues nits en el Back Bay Theater de Boston. Fou aleshores quan tot em va sobrepassar. Vaig créixer creient que la música devia fer que la gent somriguera i volguera eixir de festa. I ací estava tota aquesta hostilitat cap a nosaltres. Una nit Richard Manuel digué: "¿Com anem a portar açò a Anglaterra el pròxim any?". Jo li vaig dir: "Richard, hi ha un llarg camí per a arribar on jo vull anar. Puc acceptar que em critiquen en el meu país, però no em veig portant-lo a Europa i escoltant aquesta merda. I de tota manera, no vull ser més en la banda que ningú". Ell em va mirar i digué: "Vas a deixar-nos". I jo li vaig dir: "¿Com ho saps?"». Durant aquesta etapa, Helm treballà en plataformes petrolieres del Golf de Mèxic fins que els seus companys li demanaren que tornara al grup.
En absència de Helm, els membres de The Hawks establiren la seua residència en un xalet de Woodstock on treballaren cada dia amb Dylan escrivent i assajant noves cançons, moltes de les quals foren gravades en un improvisat estudi en el garatge i foren decisives en el futur estil musical i compositiu del grupo. Les cançons, gravades amb un sol magnetòfon de doble bobina que Garth Hudson instal·là en el garatge, foren realitzades entre febrer i novembre de 1967, abans que Helm es reincorporara al grup. En 1975, Robertson recopilà les cintes gravades en Big Pink i publicà diverses cançons en l'àlbum The Basement Tapes.

### The Band (1968–1977)

#### Music from Big PinkiThe Band(1968–1969)
En novembre de 1967, Rick Danko cridà a Helm demanant-li que tornara a Woodstock. A la seua tornada, The Hawks havien desenvolupat un estil propi que atragué l'atención d'Albert Grossman, representant de Bob Dylan, el qual s'encarregà d'assegurar-los un contracte discogràfico amb Capitol Records sota el nom de The Band. El grup viatjà a Nova York per gravar el seu primer treball amb el productor John Simon, finalitzat uns mesos més tard en Los Ángeles. L'àlbum resultant, Music from Big Pink, aunà estils musicals como el folk, el R&B i el country en contraposició amb la psicodèlia dominant en la música popular a finals de la dècada de 1960 i inclogueren temes interpretats per Helm com «The Weight» i «We Can Talk». Music from Big Pink fou un treball destacat per la crítica musical malgrat no obtenir un nombre elevat de vendes.
L'absència de concerts i la limitada exposició pública del grup permeté a The Band centrar la seua activitat dintre de l'estudi de gravació. A principis de 1969, el grup llogà una casa en Hollywood Hills i va convertir el saló en un estudi improvisat, amb la finalitat de recrear l'atmosfera de club que havien gaudit en Big Pink. L'àlbum resultant, The Band, fou publicat en setembre de 1969 i obtingué bones crítiques de la premsa musical, així com un major èxit comercial en aconseguir el lloc nou en la llista estatunidenca Billboard 200. L'àlbum, definit com un àlbum conceptual clau en la creació del gènere americana, comptà amb un major pes compositiu de Robertson i una mayor participació de Helm com a vocalista en temes com «Rag Mama Rag», «Up on Cripple Creek» i «The Night They Drove Old Dixie Down», que profunditzaren en episodis culturals i retrats tradicionalistes de la història dels Estats Units.

#### Stage Fright,CahootsiMoondog Matinee(1970–1973)
L'èxit comercial de The Band continuà amb el llançament dStage Fright en agost de 1970, gravat en l'escenari del Woodstock Playhouse de Woodstock amb la col·laboració de Todd Rundgren. Durant l'època dStage Fright, el creixent deteriorament de Richard Manuel per la seva drogaddicció i l'aparent apatia de Rick Danko i de Helm en el grup convertiren a Robbie Robertson en el principal compositor i líder de facto de The Band, un fet que marcà l'inici d'una sèrie d'enfrontaments principalment entre Robertson i Helm. Segons Helm, Robertson actuà «amb autoritarisme i cobdícia» en acreditar-se temes que havien compost entre més membres del grupo, i criticà la seva actitud d'autoproclamar-se líder d'un grup on les decisions musicals es prenien entre tots els membres sense un lideratge definit. Per la seva parte, Robertson argumentà que els seus esforços per controlar i guiar el grup es deguera al desgast físic i emocional que pareixia imperar en els seus companys.
Malgrat la creixent tensió interna, el grup tornà a gravar un nou àlbum, Cahoots (1971), que contà amb la col·laboració de l'arreglista Allen Toussaint i inclogué una major contribució vocal de Helm en temes com «Life is a Carnival», «When I Paint My Masterpiece» i «Smoke Signal». A més, continuaren oferint concerts entre 1970 i 1971 que culminaren amb una sèrie de recitals en el Academy of Music de Nueva York entre el 28 i el 31 de desembre de 1971, publicats en l'àlbum doble Rock of Ages en 1972. Després, el grupo tornà a abandonar les gires durant un any i mig, període en què gravaron Moondog Matinee (1973), un àlbum de versions de rock and roll, blues i R&B.

#### Reunió amb Bob Dylan (1974–1975)
En juny de 1973, The Band va traslladar la seua residència a Malibú i va tornar a treballar amb Bob Dylan en els preparatius del seu "Bob Dylan and The Band 1974 Tour", precedida per una alta demanda d'entrades per correu postal. La gira va anar precedida per la gravació de Planet Waves, l'únic disc d'estudi en el qual Dylan i The Band treballaren junts, i que va aconseguir el primer lloc en la llista de Billboard 200. La gira, que va començar en Chicago (Illinois) el 3 de enero de 1974 y finalizó en Inglewood (California) el 14 de febrero, fue grabada y documentada en el álbum en directo Before the Flood, que debutó en el puesto tres de la lista Billboard 200.
Durant la seva estada a Malibú, el grup va llogar un ranxo prop de Zuma Beach anomenat Shangri-La habilitat com a estudi de gravació. A la primavera de 1975 van començar a gravar Northern Lights - Southern Cross, el seu primer treball amb material original en quatre anys. El álbum, publicado en noviembre de 1975, incluyó composiciones de Robertson y aportaciones vocales de Helm en temas como «Acadian Driftwood», «Ophelia» y «Ring Your Bell». De forma paral·lela, Helm va emprendre diversos projectes en solitari: va fundar la companyia RCO amb Henry Glover, va construir el seu propi estudi a Woodstock i va produir The Muddy Waters Woodstock Album, un disc de Muddy Waters que va obtindre el Premi Grammy per Millor gravació folk de música ètnica o tradicional. A més, va col·laborar amb Neil Young en la gravació de «See the Sky About to Rain» i «Revolution Blues», dos cançons incloses en l'àlbum On the Beach.

#### The Last Waltz(1977–1978)
The Band tornà a oferir concerts en juny de 1976, però un accident de Richard Manuel en meitat de la gira obligà a cancel·lar la resta dels concerts programts. Durant aquest període, Robbie Robertson concibí l'opció de abandonar les gires i centrar l'activitat del grup grabant treballs a l'estudio. Segons Robertson, l'acord mutu del grup fou el d'oferir un últim concert, emprendre diversos projectes en solitari i després reagrupar-se. Tanmateix, Helm oferí en el seu llibre This Wheel's on Fire una visió contraposada a la de Robertson: «The Last Waltz es feu sense molta aportació per la meua part. M'haguera agradat gravar cinquanta àlbums, tocar dos vegades com a molt i arribar a deu vegades més gent de la que ens escoltava. Però també vaig resoldre no empenedir-me massa i no suportar massa merda sobre The Last Waltz. Ho vaig seguir com un bon soldat, però perquè conste, no vaig gaudir massa veure desaparèixer The Band».
El concert, oferit al Winterland Ballroom el 25 de noviembre de 1976, fou dissenyat com una gal·la que incloïa un sopar de Acció de Gràcies servida al públic i fou seguida d'un concert de The Band junt a invitats com Ronnie Hawkins, Muddy Waters, Ringo Starr, Paul Butterfield, Dr. John, Bob Dylan, Eric Clapton, Van Morrison, Neil Diamond, Joni Mitchell i Neil Young, entre d'altres. Sota el nom de The Last Waltz, Robertson contractà al director Martin Scorsese per a rodar el concert, que tornà a ser un focus de conflicte entre Robertson i Helm. Encara ue el documental ha sigut destacadt com un pioner dels documentals de rock, Helm fou molt crític amb el llargmetratgee per l'excessiu protagonisme de Robertson, a qui acusà d'editar The Last Waltz al seu parer per a mostrar-se como el líder de The Band. Segons va escriure en This Wheel's on Fire: «Vaig portar a Ronnie Hawkins a veure The Last Waltz abans de la seua estrena. Durant dos hores vam veure como la càmera enfocava quasi exclussívament a Robbie, llargs i carinyosos primers plànols del seu rostre maquillat i el seu car tallat de cabells. El film estava editat de tal forma que Robbie semblava conduir al grup amb ones expansives de la seua guitarra. Els músculs del seu coll es destacaven com cordes quan cantava tan poderosament en el seu micròfo apagat. Hawkins em donava colzades i es reia del film. A meitat de la projecció em va murmurar: "Estava Richard encara en el grup quan vam fer açò?". Perquè quasi no hi havia plànols de Richard en la pel·lícula. I molt pocs de Garth. Rick i jo estàvem millor representats perquè cantàvem. Pero on estava Richard?».

## Guardons
Premis
- 2010: Grammy al millor àlbum d'americana
- 2012: Grammy al millor àlbum d'americana